# Liste der Militärattachés des Deutschen Reiches
Die Liste der Militärattachés des Deutschen Reiches bietet eine Übersicht über die Träger des Amtes deutscher Militärattachés, oder auch Militärbevollmächtigte beziehungsweise Militärbeobachter wie sie zeitweilig auch bezeichnet wurden, in der Zeit des Deutschen Reiches zwischen 1850 und 1945. Erstmals jedoch erfolgte der Einsatz militärischer Attachés durch Preußen um 1815. Schwerpunkt dabei bildeten vor allem bestimmte politische Bündnisse und Zeiten militärischer Auseinandersetzungen. Ab etwa 1860 wurden auch marinespezifische Fragen von den Attachés oder Militärbeauftragten mit bearbeitet. Doch es war kaum die Bereitschaft vorhanden, für die Belange der Marine, einen gesonderten Attaché einzusetzen. Erstmals war 1882 in London ein eigenständiger Militärbevollmächtigter für Marinefragen, Korvettenkapitän Iwan Friedrich Oldekop, neben dem Militärattaché tätig. Das erfolgte zeitlich begrenzt und es kann davon ausgegangen werden, dass diese Bereiche in der Mehrzahl der Länder vom dort eingesetzten Militärattaché/Militärbevollmächtigten weiterhin mit bearbeitet worden sind. Erst Ende der 1880er Jahre finden wir in deutlicher Form, die dann bis 1945 durchgehaltene Abgrenzung zwischen Militärattaché und den Marineattachés. Als Grund dafür spielten vor allem die besondere technische Entwicklung im Marinesektor deren zunehmende militärtaktische Rolle und die regionale Logistik im Überseebereich eine große Rolle. Später kam ab 1929 auch die Position der Luftattachés, vor allem aus Prestigegründen hinzu, die nur Anfangs in gleicher Funktion vom Militär- oder Marineattaché mit ausgeübt worden waren. Ab 1936 gab es Bemühungen durch Reinhard Heydrich auch Polizeiattachés und deren Gehilfen an den deutschen Gesandtschaften/Botschaften zu installieren. Ab 1939 erfolgte dann in Abstimmung mit dem Auswärtigen Amt deren Einsatz.
Die Liste ist nach den Staaten geordnet, bei denen die Attachés notifiziert waren und beinhaltet z. T. auch die Träger des Amtes des preußischen Militärattachés, aus dem der deutsche Militärattachéposten später auch hervorging.

## Argentinien
- vom 1. Juli 1940 bis 26. Januar 1943: Generalmajor Günther Niedenführ als Militärattaché eingesetzt.

## Belgien
- 1895 bis Juni 1896: Major/Oberstleutnant Ernst Graf von Schmettau (1852–1929)
- 1899 bis 1901: Rittmeister Erich von Leipzig, später Militärattaché des Osmanischen Reichs
- 1901 bis 1905: Rittmeister Detlof von Winterfeldt, später Militärattaché in Frankreich
- 1905 bis 1906: Oberleutnant Karl von Kageneck, später Militärattaché in Österreich/Ungarn
- ab 1913: Robert von Kleiber (1873–1919), seinen Geschäftssitz hatte er in Den Haag, war aber zum Teil auch als Militärattaché für Frankreich zuständig.
- 1933 bis 1937: Oberst/Generalmajor Leo Geyr von Schweppenburg, zugleich ab April 1933 Militärattaché in Großbritannien. Zusätzlich war er als Luftattaché von Juli bis Sept. 1935 tätig.[1]
- 1937 bis Mai 1940: Oberstleutnant/Oberst Friedrich-Carl Rabe von Pappenheim, zugleich Militärattaché in den Niederlanden

## Bulgarien
- 1904 bis 1908: Hans von Hammerstein-Gesmold
- 1908 bis 1911: Hauptmann Ewald von Massow, zugleich war er auf den deutschen Gesandtschaften in Belgrad und Bukarest als Militärattaché nominiert.
- ab 1. April 1933 bis 30. September 1935: Generalmajor Wolfgang Muff, seine Nominierung als Militärattaché erfolgte gleichzeitig auch für die deutschen Botschaften in Bern und Wien, bereits vormals Militärbevollmächtigten für Österreich-Ungarn
- ab 1. Oktober 1935 bis 1936: Generalmajor Erich Friderici, war als Militärattaché zugleich für Ungarn zuständig.[2]
- 1936 bis 31. Dezember 1942: Oberstleutnant/Oberst Hans Bruckmann (1881–1962)
- ab 1. Januar 1943 bis 30. September 1944: Generalmajor Heinrich Gäde

## China
- 1884 bis 1896: Major, später Legationssekretär Hermann Speck von Sternburg
- 1901 bis 1903: Major Maximilian von Montgelas
- 1904 bis 1905: Alexander von Claer (1862–1946)
- 1905 bis 1908: Paul Walter Bartels (1872–1911)

## Finnland
- ab 1. Oktober 1935 bis 31. Juli 1941: Oberstleutnant/Oberst Horst Rössing (1891–1942)
- ab 1. August 1941 bis 3. September 1944: Oberst Horst Kitschmann (1895–1975)

## Frankreich
- ab 13. Januar 1870 bis 23. August 1871: Major Alfred Graf von Waldersee
- 1882 bis 1886: Karl von Villaume, vorher bis 1882 Militärattaché in Italien
- 1886 bis 1891: Ernst von Hoiningen
- 16. Februar 1889 bis Juli 1894: Richard von Süßkind-Schwendi
- 10. Dezember 1891 bis 15. November 1897: Maximilian von Schwartzkoppen
- 2. November 1897 bis 1899: Richard von Süßkind-Schwendi
- ab Februar 1901 bis 1905: Major Georg von Hugo (* 1857)
- ab 19. Januar 1905 bis 1909: Maximilian von Mutius, ehemaliger Militärattaché in Rumänien
- ab 25. März 1909 bis August 1914: Detlof von Winterfeldt, ehemaliger Militärattaché in Belgien

Nach dem Ende des Ersten Weltkrieges wurde bis 1933 keine neue Attachéstelle geschaffen.
- 1. April 1933 bis 30. November 1938: Erich Kühlenthal
- ab 1. Dezember 1938 bis 3. September 1939: Hans-Joachim von Horn, in dieser Zeit war er zugleich für die Aufgaben eines Militärattachés in der Gesandtschaft Lissabon zuständig.

## Iran
- ab 1. April 1936 bis Oktober 1939: Oberst/Generalmajor Hans Rohde, zugleich Militärattaché in der Türkei
- ab November 1939 bis September 1941: Joachim von Geldern-Crispendorf (* 1891)

## Italien
- 1878 bis 1882: Karl von Villaume, danach Militärattaché in Frankreich
- 1882 bis 1895: Karl von Engelbrecht
- ab 24. Oktober 1895 bis November 1899: Albano von Jacobi, später Militärattaché im Russischen Reich
- 1899 bis 1905: Oscar von Chelius
- 1905 bis 1911: Arnold Freiherr von Hammerstein-Equort (1860–1930)
- ab 25. April 1911 bis 25. Mai 1914: Alfred von Kleist
- ab 1914: Major von Zitzewitz (für den Einsatz geplant)

Ab 1928 unternahm Deutschland mehrere Versuche, in Abstimmung mit dem italienischen Außenministerium, wieder militärische Attachéstellen einzurichten.
- 31. März 1933 bis 30. September 1936: Herbert Fischer war zeitweilig auch als Militärattaché für Rumänien zuständig. Seinen Geschäftssitz hatte er in Rom.
- 1. Oktober 1936 bis 31. August 1943: Enno von Rintelen
  - ab September 1940 bis 30. September 1942: Wilhelm Otzen (1896–1943), II. Militärattaché (Stellvertreter), ehemaliger Militärattaché der Niederlande und später Militärattaché in Spanien

## Japanisches Kaiserreich
- 1895 bis 2. März 1897 Karl Georg von Treutler, als Legationssekretär und als „getarnter“ Militärattaché in Tokyo. Von 3. März 1897 bis 29. März 1898 übernahm er die Leitung der Gesandtschaft.
- 1899 bis 1900 Leutnant Wilhelm Eugen von Richthofen (1873–1922), dann wegen des Boxeraufstandes 1900 nach China beordert
- 29. Mai 1902 bis 17. Dezember 1908 Major Günther von Etzel, während dieser Zeit war er als Beobachter an den Frontlinien des russisch-japanischen Krieges in der Mandschurei unterwegs.
  - 1904 bis 1905: Max Hoffmann, war während der Zeit des russisch-japanischen Krieges als Militärbeobachter zur 1. Armee des japanischen Heeres kommandiert.
- 1908 bis Sommer 1909 Hauptmann Paul Walter Bartels (1872–1911), verstarb in Yokohama
- 22. März 1912 bis 23. August 1914 Hauptmann Alexander von Falkenhausen

Am 23. August 1914 wurde dem deutschen Botschafter in Tokyo Arthur Alexander Kaspar von Rex die japanische Kriegserklärung übergeben und damit die deutsche Botschaft geschlossen.
- 1. April 1934 bis 27. März 1938 Oberst/Generalmajor Eugen Ott, er war bereits 1933 nach Japan kommandiert worden zur Beobachtung des japanischen Heeres.
- 15. September 1938 bis 30. November 1940 Oberst Gerhard Matzky
- 1. Dezember 1940 bis 8. Mai 1945 Generalleutnant Alfred Kretschmer

### Luftattaché
- 1935 bis 1938 Oberst/Generalmajor Eugen Ott, zeitgleich auch Militärattaché
- 14. September 1938 bis 31. März 1939 Oberst Gerhard Matzky, zeitgleich auch Militärattaché
- 15. April 1939 bis 7. Mai 1945: Oberstleutnant Wolfgang von Gronau

## Jugoslawien
- 1908 bis 1911: Ewald von Massow, zugleich war er auf den deutschen Gesandtschaften in Sofia und Bukarest als Militärattaché nominiert.
- ab 30. Mai bis 17. August 1914: Alfred Boehm-Tettelbach
- ab 1. April 1933 bis 31. März 1935: Nikolaus von Falkenhorst, war gleichzeitig für die Tschechoslowakei und Rumänien zuständig. Seinen Sitz hatte er in Prag.
- 1. Oktober 1935 bis 31. März 1939: Moritz von Faber du Faur (1886–1971)
- ab 1. April 1939 bis 18. April 1941: Rudolf Toussaint, vormals Militärattaché für die Tschechoslowakei

## Litauen
- ab 1. April 1933 bis 30. September 1935: Otto Hartmann (1884–1952), Sitz in Moskau
- ab 1. Oktober 1935 bis 30. September 1938: Ernst-August Köstring (1876–1953), Sitz in Moskau
- ab 1. Oktober 1938 bis 1940: Emil Just (1885–1947), Sitz in Kownow

## Mexiko
Der Militärattaché Mexiko war zugleich auch für die USA zuständig und hatte den Geschäftssitz in Washington.
- ab 18. Oktober 1907: Willy von Livonius
- ab 27. Juli 1910 bis Anfang 1914: Hans Wolfgang von Herwarth
- ab Anfang 1914 bis 1915  Franz von Papen (1916 und 1918 Gerichtsverfahren in den USA gegen mehrere seiner Mitarbeiter wegen nachrichtendienstlicher Tätigkeit, er selbst wurde im Dezember 1915 des Landes verwiesen)[4]
- ab April 1935 bis 11. Dezember 1941 Friedrich von Boetticher, zugleich Militärattaché in den USA mit Sitz in Washington

## Niederlande
- ab 1. April 1935 bis 30. September 1937: Leo Geyr von Schweppenburg. Militärattaché von Belgien und Großbritannien, zugleich Luftwaffenattaché drei Monate lang für Belgien.
- ab 1. Oktober 1937 bis 10. Mai 1940 Friedrich-Carl Rabe von Pappenheim, zugleich Militärattaché in Belgien
  - ab Januar 1940 bis 10. Mai 1940: Oberstleutnant/Oberst Wilhelm Otzen (1896–1943) II. Militärattaché (Stellvertreter) in Belgien, anschließend Militärattaché in Spanien

## Österreich-Ungarn
- 1884 bis 1885: Maximilian Graf Yorck von Wartenburg
- ab 13. November 1885 bis März 1887: August von Cramon
- ab 8. März 1887 bis spätestens 6. März 1889 Gehilfe des Militärattachés: Sekondeleutnant Botho von Wedel
- ab 18. April 1899 bis 13. September 1906 Karl-Ulrich von Bülow
- 1906 bis 1914: Karl von Kageneck, vormals Militärattaché in Belgien
- 1915 bis 1918: August von Cramon
- 1916 bis 1918: Wolfgang Muff, seine Stellung in Wien war die eines Militärbevollmächtigten.
- ab 1. April 1933 bis 11. Aug. 1938: Wolfgang Muff, seine Nominierung als Militärattaché erfolgte gleichzeitig auch für die deutschen Botschaften in Bern und Sofia,

## Osmanisches Reich
- 1897 bis 1901: Curt von Morgen, als Militärattaché arbeitete er vorrangig im Hauptquartier von Edhem Pascha und nahm in dieser Position am türkisch-griechischen Krieg teil.
- 1901 bis 1906: Erich von Leipzig, ehemaliger Militärattaché Belgien
- 1906 bis 1913: Walter von Strempel (1867–1935)[5]
- 1913 bis 1914: Karl August von Laffert, er war zugleich Verbindungsoffizier zur bulgarischen Armee.
- Dezember 1914 bis 28. Juni 1915: Erich von Leipzig war zur Übernahme des Amtes angereist, verstarb aber vor seiner Notifizierung
- Ende 1914 bis 1917: Friedrich Bronsart von Schellendorf,
- ab 15. Juli 1915 bis 1918: Otto von Lossow, er war bereits seit 1911 als Militärinstrukteur in Konstantinopel und wurde ab 1915 als Militärbevollmächtigter für das Osmanische Reich eingesetzt.

Vom 1918 bestanden bis 1924 keine diplomatischen Beziehungen zur Türkei. Für den Zeitraum danach siehe Übersicht Militärattachés für die Türkei.

## Polen
- ab 1. April 1933 bis 10. September 1935: Max Schindler
- ab 1. Oktober 1935 bis Dezember 1938 Bogislav von Studnitz (1888–1943)
- ab Januar bis 3. September 1939: Kurt Himer

### Luftattaché
- 1. Juni 1938 bis 1. September 1939: Alfred Gerstenberg, zusätzlich wurde er ab 1. Juli 1938 auch für Rumänien zuständig.

## Portugal
- ab 1. Januar 1934 bis 30. November 1939: Erich Kühlenthal
- ab 1. Dezember 1939: Hans-Joachim von Horn, war als Militärattaché ab 30. November 1936 zugleich für Frankreich zuständig.
- 1941 bis Juli 1944: Jordan von Esebeck (1886–1966)
- ab August 1944 bis 7. Mai 1945: Eberhard Kaulbach

## Rumänien
- ab 13. Februar 1902 bis 1904: Maximilian von Mutius (1865–1942), später Militärattaché in Frankreich
- 1908 bis September 1911: Ewald von Massow (1869–1942), zugleich war er auf den deutschen Gesandtschaften in Belgrad und Sofia als Militärattaché nominiert.
- von 1914 bis 21. April 1916: Friedrich Bronsart von Schellendorff
- ab 21. April 1916 bis 28. August 1916: Hans von Hammerstein-Gesmold, vormals Militärattaché für Bulgarien
- ab 1. April 1933 bis 31. März 1935: Nikolaus von Falkenhorst, war gleichzeitig für Jugoslawien und die Tschechoslowakei zuständig. Seinen Sitz hatte er in Prag.
- ab 1. April 1935: Erich Tschunke (1899–1936)
- 1936 bis Juli 1937: Rudolf Toussaint
- ab 1. August 1937 bis 30. November 1940: Oberstleutnant/Oberst Carl Wahle
- ab Januar 1941 bis 31. Oktober 1941: Emil Just
- 1. November 1941 bis 22. August 1944: Oberst/Generalmajor Karl Spalcke, ab 25. Dezember 1940 bereits Vertreter des Militärattaché

### Luftattaché
- 1. Juni 1938 bis 27. August 1944: Alfred Gerstenberg, zusätzlich war er zum gleichen Termin auch für Polen zuständig. Diese Zuständigkeit endete am 1. September 1939. Ab da wechselte er auch seinen Geschäftssitz von ursprünglich Warschau nach Bukarest.[6]

## Russisches Reich
- ab 7. November 1869 bis August 1886: Bernhard von Werder, in dieser Stellung nahm er um 1886 am russisch-türkischen Krieg teil.
- Ende 1886 bis 1893: Karl von Villaume, vormals Militärattaché in Frankreich und Italien
  - dem Militärbevollmächtigten von 1885 bis 1893 zugeteilt: Maximilian Graf Yorck von Wartenburg,[7] vormals Militärattaché für Österreich-Ungarn
- 1892 bis 1900: Otto von Lauenstein
  - 1898: Max Hoffmann, er war für ein halbes Jahr als Militärattaché zur Gesandtschaft in Sankt Petersburg kommandiert.
- Dezember 1900 bis 1904: Arthur von Lüttwitz Seine Abberufung erfolgte, da er in Spionageaktivitäten verwickelt war.
- 1904 bis 1905: Max Hoffmann (1869–1927) wird zusätzlich als Militärattaché zur Beobachtung des russisch-japanischen Krieges abkommandiert
- ab 22. April 1905 bis 1908: Albano von Jacobi (1854–1919), vormals Militärattaché in Italien
- ab 10. September 1908 bis 12. Januar 1911: Paul Hintze
- 1912 bis 1914: Bernhard von Eggeling
- ab 2. Mai bis 2. August 1914: Oskar von Chelius (1859–1923), ehemaliger Militärattaché Italiens

Mit dem Ausbruch des Ersten Weltkrieges wurde die Attachéstelle im Russischen Reich hinfällig. Das Zarenreich hörte 1917 auf zu bestehen. Für den Zeitraum nach 1917 siehe Militärattachés in der Sowjetunion.

## Schweden
- ab 1. Oktober 1935 bis 31. August 1938: Horst Rössing (1891–1942) mit Sitz in Helsingfors.
- ab 1. September 1938 bis 7. Mai 1945: Bruno von Uthmann

## Schweiz
- 1895 bis 30. Mai 1896: Gustav Karl von Seckendorff (1848–1924)
- zwischen 1914 und 1918: Busso von Bismarck (1876–1943)
  - ab 1917: Werner von der Schulenburg, als dessen Gehilfe
- 1918 bis 1919: Victor Borosini von Hohenstern hatte als Militärattachè seinen Sitz in Bern. Wechselte dann als Verantwortlicher der deutschen Gesandtschaft für Presse- und Passangelegenheiten nach Zürich.
- ab 1. April 1933 bis 31. Oktober 1937: Wolfgang Muff, seine Nominierung als Militärattaché erfolgte gleichzeitig auch für die deutschen Botschaften in Wien und Sofia.
- ab 1. November 1937 bis Juli 1944: Iwan von Ilsemann
- ab 15. Juli 1944 bis 7. Mai 1945: Hans-Joachim von Horn

## Sowjetrussland, Sowjetunion und UdSSR
- Mai bis September 1918: Wilhelm Schubert

Bereits 1921 wurde eine besondere militärische Koordinationsstelle der Reichswehr in der Sowjetunion mit Sitz in Moskau geschaffen, die bis 1934 für die militärische und rüstungspolitische Zusammenarbeit bestand. Grundlage dafür war der am 15. März 1922 geschlossene Geheimvertrag für die Tätigkeit der Sondergruppe R.
- ab 19. Januar 1931 bis 31. März 1933: Ernst-August Köstring, als Militärberater an der deutschen Botschaft eingesetzt
- ab 1. April 1933 bis 30. September 1935: Otto Hartmann
- ab 1. Oktober 1935 bis 22. Juni 1941: Ernst-August Köstring
  - ab 1. November 1939 bis Sommer 1941: Ralph von Heygendorff, 1. Gehilfe des Militärattachés in Moskau

## Spanien
- von Januar 1885 bis März 1887: Adolf von Deines
- von Mai 1899 bis Anfang 1902: Otto von Etzel
- 1913 bis 1919: Arnold Kalle
- ab 1. Januar 1934 bis 30. November 1936: Erich Kühlenthal (1880–1958)
- 30. November 1936 bis 30. September 1939: Hans von Funck, war als Militärattaché ab 1. August 1939 zugleich für Portugal zuständig.
- ab 1. Oktober 1939 bis 30. September 1941: Walter Bruns
- ab 1. Oktober 1941 bis 20. November 1942: Günther Krappe
- ab 1. Dezember 1942 bis 18. Juli 1943: Oberst/Generalmajor Wilhelm Otzen, ehemaliger II. Militärattaché in Italien
- ab 15. August 1943 bis 7. Mai 1945 Hans Doerr

## Thailand
- ab Juli 1941 bis 7. Mai 1945: Oberstleutnant/Oberst Friedrich-Wilhelm Scholl (1898–1981)

## Tschechoslowakei
- ab 1. April 1933 bis 31. März 1935 Nikolaus von Falkenhorst, war gleichzeitig für Jugoslawien und Rumänien zuständig. Seinen Sitz hatte er in Prag.
- ab 1. April 1935 bis 1936: Erich Tschunke (1889–1936)
- 1936 bis 15. März 1938: Rudolf Toussaint (1891–1986), später Militärattaché für Jugoslawien

## Türkei
- ab 1. April 1936 bis 2. August 1944: Hans Rohde, zugleich bis 1939 Militärattaché im Iran

### Luftattaché
- 1940 bis 1944: Erich Morell[9]

Am 31. Juli 1944 brach die Türkei die diplomatischen Beziehungen zum Deutschen Reich ab.

## Ungarn
- ab 1. April 1933 bis 30. September 1935 Herbert Fischer (1882–1939), Sitz in Rom
- am 1. Oktober 1935 bis 12. Oktober 1937 Erich Friderici, war als Militärattaché zugleich für Jugoslawien zuständig.
- November 1937 bis 30. September 1939: Theodor von Wrede (1888–1973)
- ab 1. Oktober 1939 bis 30. August 1941: Günther Krappe (1893–1981)
- ab 1. September 1941 bis Ende September 1941: Rudolf Toussaint, vormals Militärattaché für Jugoslawien und die Tschechoslowakei
- ab 1. November 1941 bis 30. September 1943: Friedrich-Carl Rabe von Pappenheim, ehemaliger Militärattaché in den Niederlanden und Belgien
- ab 10. Oktober 1943 bis 1945 Hans von Greiffenberg

## Vereinigtes Königreich (Großbritannien)
- ab 6. April 1872 bis 10. März 1876: Gustav von Schrötter
- ab 16. November 1882 bis 4. Februar 1885: Iwan Oldekop
- ab 5. Februar 1885 bis 15. Oktober 1886: Ernst von Hoiningen
- Mai 1898 bis November 1900: Arthur von Lüttwitz. Nahm in dieser Position ab Oktober 1899 als Beobachter an den Buren-Kriegen der englischen Armee teil.
- ab 17. August 1900 bis 12. Februar 1902: Anatol Graf von Bredow am 4. November 1899 zur Gesandtschaft in London kommandiert, Einsatz als Militärattaché ab 17. August 1900
- 1902 bis 1906: Friedrich Graf von der Schulenburg
- 1909 bis Ende 1913: Roland Ostertag

Im August 1914 wurde die Militärattachéstelle im Vereinigten Königreich aufgrund der britischen Kriegserklärung an das Deutsche Reich aufgehoben. Nach dem Ende des Ersten Weltkrieges wurde bis 1933 keine neue Attachéstelle geschaffen.
- ab 1. April 1933 bis 30. September 1937: Leo Geyr von Schweppenburg. Ab 1935 war er auch für drei Monate als Luftattaché für Belgien eingesetzt. Behielt aber seinen Sitz in London bei.
- ab 1. Oktober 1937 bis 3. September 1939: Anton Reichard von Mauchenheim genannt Bechtolsheim

### Luftattachés
- 1. April 1936 bis 3. September 1939: Ralph Wenninger

## Vereinigte Staaten von Amerika (USA)
- ab 1884: Hermann Speck von Sternburg
- ab 18. Oktober 1907 bis 31. März 1908: Willy von Livonius, er war zugleich auch als Militärattaché für Mexiko zuständig.
- ab 27. Juli 1910 bis Anfang 1914: Hans Wolfgang von Herwarth, er war zugleich auch als Militärattaché für Mexiko zuständig.
- 1914 bis Dezember 1915: Franz von Papen. Seine Ausweisung erfolgte auf Grund einer nachgewiesenen Beteiligung an Spionage- und Sabotageaktivitäten zugunsten Deutschlands.

Nach dem Ende des Ersten Weltkrieges wurde bis 1933 keine neue Attachéstelle geschaffen.
- 1. April 1933 bis 11. Dezember 1941: Friedrich von Boetticher